# Black Sabbath (album)
Black Sabbath este albumul de debut al trupei britanice de heavy metal Black Sabbath. În Marea Britanie a fost lansat în ziua de vineri 13 februarie 1970. Este considerat adesea ca unul dintre primele albume heavy metal.

## Lista pieselor
1. "Black Sabbath" (6:16)
2. "The Wizard" (4:24)
3. "Behind The Wall of Sleep" (3:38)
4. "N. I. B." (6:06)
5. "Evil Woman" (Dave Wagner, Dick Wiegand, Larry Wiegand) (3:25)
6. "Sleeping Village" (3:46)
7. "Warning" (Aynsley Dunbar, John Moorshead, Alex Dmochowski, Victor Hickling) (10:32)

- Toate cântecele au fost scrise de Tony Iommi, Ozzy Osbourne, Geezer Butler și Bill Ward cu excepția celor notate.

## Single-uri
- "The Wizard" (1970)
- "Evil Woman, Don't Play Your Games with Me" (1970)

## Componență
- Ozzy Osbourne - voce , muzicuță pe "The Wizard"
- Tony Iommi - chitară , claviaturi
- Geezer Butler - chitară bas
- Bill Ward - baterie